# Eretris ocellifera
Eretris ocellifera är en fjärilsart som beskrevs av Felder 1867. Eretris ocellifera ingår i släktet Eretris och familjen praktfjärilar. Inga underarter finns listade i Catalogue of Life.